# كيران تريبير
كيران جون تريبير (بالإنجليزية: Kieran John Trippier؛ مواليد 19 سبتمبر 1990) لاعب كرة قدم إنجليزي يلعب ظهيرًا أيمن لنادي نيوكاسل يونايتد الإنجليزي و‌منتخب إنجلترا.

## روابط خارجية
- كيران تريبير على موقع الاتحاد الدولي (مؤرشف)  (الإنجليزية)
- كيران تريبير على موقع الاتحاد الأوربي (الإنجليزية)
- كيران تريبير على موقع إي إس بي إن إف سي (الإنجليزية)
- كيران تريبير على موقع قاعدة بيانات كرة القدم.إي يو (الإنجليزية)
- كيران تريبير على موقع ليكيب (الفرنسية)
- كيران تريبير على موقع ناشيونال فوتبول تيمز (الإنجليزية)
- كيران تريبير على موقع Soccerbase.com (لاعب) (الإنجليزية)
- كيران تريبير على موقع Soccerway.com (الإنجليزية)
- كيران تريبير على موقع عالم كرة القدم.نت (الإنجليزية)
- كيران تريبير على موقع AS.com (الإسبانية)